# Список етноботаніків
Це список етноботаніків.
- Ізабелла Ебботт
- Роберт Бай
- Майкл Джеффрі Балік
- Френк К. Кук IV
- Пол Алан Кокс
- Вейд Девіс
- Джеймс А. Дюк
- Ніна Еткін
- Марія Фадіман
- Норман Фарнсворт
- Ерна Гюнтер
- Кетлін Гаррісон
- Джон Вільям Харшбергер
- Чарльз Бікслер Хайзер
- Денніс Маккенна
- Теренс Маккенна
- Гарі Пол Набхан
- Джонатан Отт
- Ківейдінокуей Пешель
- Луїджі П'яченца
- Андреа П'єроні
- Марк Плоткін
- Тимофій Плуман
- Кассандра Л. Куейв
- Ян Салик
- Джорджо Саморіні
- Річард Еванс Шультс
- Мерлін Шелдрейк
- Даніель Зіберт
- Константіно Мануель Торрес
- Ненсі Тернер
- Іна Вандебрук
- Густав Вільбасте
- Р. Гордон Уоссон
- Ульріх Віллердінг
- Артур Вістлер
- Джеймс Вонг